# Reverse Address Resolution Protocol
Reverse Address Resolution Protocol (förkortas RARP) är ett protokoll i  nätverksskiktet som används av en dator för att ta reda på dess IPv4-adress givet dess adress i datalänkskiktet, exempelvis en MAC-adress. RARP beskrivs i IETF:s publikation RFC 903.
Med RARP tillderas en IP-adress på liknande sätt som när DHCP används, men exempelvis nätverksnoder och DNS måste konfigureras manuellt. Med RARP måste varje MAC-adress ha en definition på den centrala RARP servern. RARP baseras på ARP.
RARP används mycket lite idag. Istället används Bootstrap protocol (BOOTP) och DHCP som har en rikare uppsättning funktioner.